# 本田親済
本田 親済（親濟、ほんだ ちかなり、1864年7月13日（元治元年6月10日）- 1922年（大正11年）1月14日）は、明治から大正期の実業家、政治家、華族。貴族院男爵議員。幼名・大吉。位階は正四位。勲等は勲四等。

## 経歴
薩摩藩士・本田親雄の二男として生まれる。1898年（明治31年）12月、親済と改名。父の死去に伴い、1909年（明治42年）3月25日、男爵を襲爵した。
札幌農学校、帝国大学法科大学を修了。イギリスに留学して、1890年（明治23年）英国ニューポート大学を卒業。
帰国後、食塩 (株) 社員、駅逓 (株) 社員、芝銀行取締役、鴻池銀行東京支店副長、宮内省式部官、逓信大臣秘書官代理などを務めた。
1911年（明治44年）7月10日、貴族院男爵議員に選出された。当選からしばらくは無所属派に所属した。1919年（大正8年）6月に公正会に所属して活動し、死去するまで2期在任した。

## 親族
- 母 - 梅子（川井田藤助二女）[1]
- 先妻 - フク（川井田源太郎長女）[1]
- 後妻 - 伊万子（坊城俊政六女）[1]
- 長男 - 不二麿（男爵）[1]
- 長女 - 小松（鳥居忠博夫人、離縁）[1]